# Ivor Campbell
Ivor M. Campbell (ur. 11 stycznia 1898 w Kirkintilloch, zm. 1 września 1971 w Portlandzie) – kanadyjski wioślarz i lekarz, srebrny medalista olimpijski.
Wystąpił na igrzyskach olimpijskich w Paryżu w 1924, gdzie reprezentanci Kanady w składzie: Arthur Bell, Robert Hunter, William Langford, Harold Little, John Smith, Warren Snyder, Norman Taylor, William Wallace i Ivor Campbell (sternik) zdobyli srebrny medal w ósemkach. W finale o ponad 15 sekund przegrali z osadą Stanów Zjednoczonych. Był to jego jedyny start olimpijski.
Ukończył medycynę na University of Toronto. W trakcie II wojny światowej wstąpił do Royal Canadian Air Force, a następnie przeniósł się do United States Army Air Forces. Ze służby odszedł w stopniu pułkownika. Odznaczony francuskim Krzyżem Wojennym.